# Advarselstekster på tobaksprodukter
Advarselstekster på tobaksprodukter er sundhedsmæssige advarsler, som gengives på emballagen til cigaretter og andre tobaksprodukter. Det gennemføres i et forsøg på at styrke den offentlige kundskab om faren ved tobaksrygning. 
Påbuddet indførtes i Danmark pr. 31. december 1991. Bekendtgørelsen er senest blevet revideret den 2. oktober 2003, hvor der samtidig indførtes forbud mod ordene "light" og "mild" på cigaretpakker.
Mærkningen skal være anført på en tredjedel af den mest synlige side af pakken. 

## Eksempler på mærkninger
- "Rygning kan dræbe"
- "Rygning er yderst skadelig for dig og dine omgivelser"
- "Rygning nedsætter levealderen"
- "Rygning medfører åreforkalkning og forårsager hjerteanfald og slagtilfælde"
- "Rygning forårsager dødelig lungekræft"
- "Hvis du er gravid, skader rygning dit barns sundhed"
- "Beskyt børn mod tobaksrøg − de har ret til selv at vælge"
- "Din læge eller din apoteker kan hjælpe dig med at holde op med at ryge"
- "Rygning er stærkt vanedannende: lad være med at begynde"
- "Hold op med at ryge, hvis du vil nedsætte risikoen for dødelige hjerte- og lungesygdomme"
- "Rygning kan medføre en langsom og smertefuld død"
- "Få hjælp til at holde op med at ryge: Tlf.nr. 80313131"
- "Rygning kan nedsætte blodgennemstrømningen og medfører impotens"
- "Rygning ælder huden"
- "Rygning kan beskadige sæden og nedsætter frugtbarheden"
- "Røg indeholder benzen, nitrosaminer, formaldehyd og cyanbrinte"

For røgfri tobak anvendes ovenstående mærkninger ikke, hvorimod mærkningen "Denne tobaksvare kan være sundhedsskadelig og er afhængighedsskabende" altid anvendes for sådanne produkter.